# Maebashi
Maebashi (japanisch geschrieben 前橋市, Maebashi-shi) ist Verwaltungssitz der Präfektur Gunma im Landesinneren von Honshū, der Hauptinsel von Japan. Die Universitätsstadt Maebashi liegt ungefähr 100 km nördlich von Tokio.
Wirtschaftlich ist Maebashi Mittelpunkt der Seidenindustrie. Ein religiöser Anziehungspunkt sind die beiden buddhistischen Tempel.

## Geschichte
Maebashi ist eine alte Burgstadt, in der auf der Burg Maebashi zuletzt ein Zweig der Matsudaira mit einem Einkommen von 150.000 Koku residierte.
Am 1. April 1892 wurde Maebashi zur kreisfreien Stadt (shi) ernannt. Im Zweiten Weltkrieg wurde Maebashi zu drei Vierteln zerstört. 1999 fanden hier die Leichtathletik-Hallenweltmeisterschaften statt.

## Sport
Maebashi ist die Heimat des Fußballvereins Thespakusatsu Gunma.

## Verkehr
Maebashi ist über Kan’etsu-Autobahn und die Kita-Kantō-Autobahn erreichbar, ebenso über die Nationalstraßen Nationalstraße 17 von Tokio nach Niigata, die Nationalstraße 50 sowie die Nationalstraße 291 und 353.
Der Bahnhof Shin-Maebashi der Bahngesellschaft JR East liegt an der Verzweigung von Jōetsu-Linie und Ryōmō-Linie. Verkehrsreichster Bahnhof ist hingegen der zentrumsnähere Bahnhof Maebashi an der Ryōmō-Linie. Darüber hinaus führt die Jōmō-Linie vom Bahnhof Chūō-Maebashi nach Nishi-Kiryū.

## Universitäten und Colleges
- Universität Gunma

## Söhne und Töchter der Stadt
- Mochida Moriji (1885–1974), Kendōka
- Hagiwara Sakutarō (1886–1942), Schriftsteller
- Takabatake Motoyuki (1886–1928), Nationalsozialist in der Taishō-Zeit
- Hagiwara Kyōjirō (1899–1938), Dichter
- Jun’ichi Igusa (1924–2013), Mathematiker
- Yoshie Hamamatsu (1932–2022), Leichtathletin
- Jinzaburō Takagi (1938–2000), Kernchemiker
- Kōhei Oguri (* 1945), Filmregisseur
- Shigesato Itoi (* 1948), Texter, Essayist, Lyriker, Spieleentwickler und Schauspieler
- Toshio Ōshima (* 1948), Mathematiker
- Atsuko Tanaka (1962–2024), Synchronsprecherin
- Nobuyuki Kojima (* 1966), Fußballspieler
- Nigō (Nagao Tomoaki; * 1970), DJ, Musikproduzent, Modedesigner und Unternehmer
- Takashi Shimizu (* 1972), Filmproduzent, Autor und Regisseur
- Keiki Shimizu (* 1985), Fußballspieler
- Mayuko Hagiwara (* 1986), Radsportlerin
- Hajime Hosogai (* 1986), Fußballspieler
- Nobu Stowe (Nobuyoshi Sutō), Psychologe, Musikjournalist, Jazzpianist und Komponist
- Satoru Hoshino (* 1989), Fußballspieler
- Keita Ichikawa (* 1990), Fußballspieler
- Yūsuke Kawagishi (* 1992), Fußballspieler
- Risa Ushijima (* 1996), Tennisspielerin
- Kohei Hosoya (* 2001), Fußballspieler

## Städtepartnerschaften
- Orvieto, Italien
- Birmingham, Alabama, USA

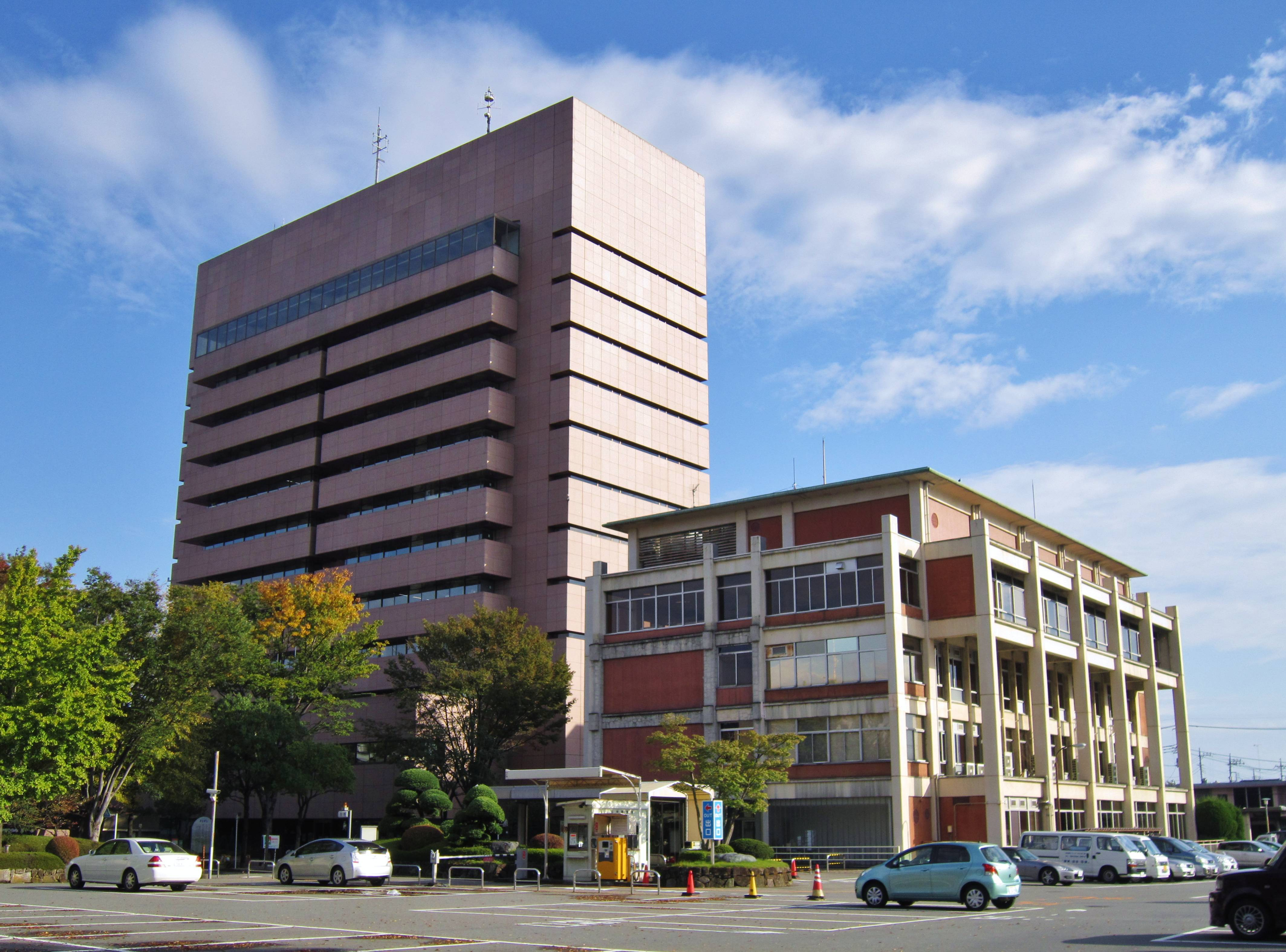
Rathaus von Maebashi

- Menasha, Wisconsin, USA

## Angrenzende Städte und Gemeinden
- Takasaki
- Isesaki
- Kiryū
- Shibukawa
- Shintō
- Yoshioka
- Tamamura